# Gold von Tolosa
Das Gold von Tolosa (lateinisch aurum Tolosanum) war ein keltischer Goldschatz.
Ursprünglich kam dieses Gold angeblich vom Orakel von Delphi, soll jedoch durch einen keltischen Stamm nach Tolosa (Toulouse) verschleppt worden sein. Dort lagerte es im Teich des keltischen Apollon-Heiligtums, bis Tolosa 106 v. Chr. bei der Rückeroberung von den Römern nach einem Aufstand geplündert wurde. 
Dabei entdeckte der Konsul Quintus Servilius Caepio den Schatz und ließ ihn nach Massalia schicken. Der Schatz kam dort jedoch nie an, laut Theodor Mommsen, weil Caepios Männer ihn illegal für ihren Herrn in Besitz nahmen, worauf eine Andeutung des antiken Historikers Cassius Dio hinweist. Das Wort aurum Tolosanum wurde bei den Römern zu einem Synonym für einen Unglück bringenden Gegenstand.